# Reklámok női képe
A reklámokban ábrázolt női képek bizonyos sztereotípiák mentén alakulnak. Ezek a sztereotípiák vagy a reklámok készítői, mint a társadalom bizonyos csoportjainak tagjaitól származnak, vagy a társadalom álltál vélt vagy valós sztereotípiákat manifesztálják.
A hirdetések álltál reprezentált gender sztereotípiák funkcionálisak abban a tekintetben, hogy nem a férfi és női viselkedést ábrázolják, hanem hogy a férfiak és nők hogyan akarnak és, hogy hogyan kellene viselkedniük ahhoz, hogy a társadalmi rend fennmaradjon.

## Szerepábrázolások
A reklámok fontos funkciója a vásárlók befolyásolása. Ezért az adott szituáció pozitivista ábrázolása szükséges, amely kívánatos tartalmával felkelti a vásárló érdeklődését a termék iránt. A reklámokban ábrázolt női kézmozdulatok gyengédek, simogatóak, sosem erőteljesek, megragadóak. A nő és a gyermek viselkedése kapcsolatban áll, melyben közös pont a férfiaknak való alárendeltség.
Az ábrázolt női képek társadalmi megítélése változó, egyes esetekben a kutatások a tradicionális gender szerepekhez (családközpontúság, háztartásvezetés, ételkészítés, gondoskodás) köthető eredményeket mutatnak, ugyanakkor az eredmény független lehet a reklámokban ábrázolt női képtől, hiszen a válaszadók akár a reklámoktól független véleményüket is kifejezhették.
Az idő múlása sem enyhítette a női kép tradicionális gender ábrázolását, sőt egyes kategóriákban, például a női test ábrázolása, még inkább a tradicionális gender sztereotípiák felé mutat.

## Egyéb sztereotip ábrázolások
Ugyan nem jellemző az általános termékek kisebbségek tagjaival való ábrázolása, a kisebbségi sztereotípiák mégis befolyásolják a reklámokkal kapcsolatos attitűdöket. Kísérlet keretében a romákkal ábrázoló reklámokkal kapcsolatban a romákkal szemben kialakított sztereotípiák bizonyos esetekben ellentmondanak a reklámok ábrázolásával így annak ideálképével, valósághűségével. Különösen jól látható az autosztereotíp viselkedés a romákat munkaközben ábrázoló reklámok esetében.